# Rich Wilson
Richard „Rich“ B. Wilson (* 20. April 1950 in Boston, Vereinigte Staaten) ist ein US-amerikanischer Segler und Professor. Er nahm an der Vendée Globe 2008/2009 und der 2016/2017 teil, bei der er als der älteste Teilnehmer startete, der jemals an der Vendée Globe teilgenommen hat.

## Biographie
Rich Wilson sieht sich selbst als professionellen Pädagogen, Segler und Abenteurer. Mit Hochschulabschlüssen von der Harvard Business School und dem Massachusetts Institute of Technology (MIT) sowie einem College-Abschluss von der Harvard University war Wilson Mathematiklehrer in Boston, Treuhänder der „Sea Education Association“ und der „School for Field Studies“ (ein Content-Partner für sitesALIVE!) sowie Aufseher des Boston Museum of Science.

### Gründung sitesALIVE!
Für Wilson persönlich war es am wichtigsten, dass er die Website sitesALIVE! (www.sitesalive.com) gegründet hatte, eine gemeinnützige Organisation, die Klassenzimmer mit Abenteuern und Expeditionen auf der ganzen Welt verbindet. Rich Wilson war davon überzeugt, dass eine Seereise mit ihrer Dramatik, Ungewissheit des Ausgangs und der enormen Bandbreite an Inhalten ein ideales Ereignis wäre, um daraus ein „Lernabenteuer“ zu machen, das Schüler für Naturwissenschaften, Geographie, Mathematik und Geschichte begeistern und begeistern würde, und gründete so im Jahr 1990 das Projekt „Ocean Challenge Live“.

### Rekordversuch von San Francisco nach Boston
Rich Wilson und sein Mitsegler Steve Pettengill wollten den von dem Klipper Northern Light im Jahr 1853 während des Kalifornischen Goldrausches aufgestellten Segel-Rekord für eine Fahrt von San Francisco nach Boston über das gefährliche Kap Hoorn herausfordern. Während der 15000 Seemeilen (24000 Kilometer) langen Nonstop-Reise würden sie per Newsletter und Funktelefon mit Schulen verbunden bleiben.
Ihre Reise um Kap Hoorn würde in die Seefahrtsgeschichte eingehen. Vierhundert Meilen vor Kap Hoorn kenterte der 60 Fuß lange Trimaran Great American am Erntedankfest, nachdem er drei Tage lang unter nackten Masten abgewettert hatte und in einer Welle gefahren war, die sich bis zu 20 Meter hoch nach offizieller Schätzung auftürmte. Der riesige Trimaran kenterte eine Stunde später erneut und wurde von den Wellen wieder aufgerichtet. Siebzehn Stunden später rettete das Containerschiff New Zealand Pacific in einer dramatischen Rettungsaktion um Mitternacht Skipper Rich Wilson und seinen Mitsegler Steve Pettengill.
Nach einer 18-tägigen Reise an Bord der New Zealand Pacific nach Holland kehrte Wilson nach Boston zurück und besuchte ein Dutzend Schulen, die an dem „Lernabenteuer“ teilgenommen hatten. Die Wirkung, die er durch die Vermittlung seiner wahren Überlebensgeschichte in die Klassenzimmer hatte, war so erstaunlich, dass Wilson beschloss im Jahr 1993 einen erneuten Rekordversuch zu unternehmen. Er und sein Mitsegler Bill Biewenga meisterten diese Segelreise an Bord des 50 Fuß langen Trimarans namens Great American II und unterboten den Klipper-Rekord aus dem Jahr 1853 mit der neuen Bestmarke von 69 Tagen und 20 Stunden.

### Verbindung Regattasegeln – Schule
Noch wichtiger als dieser Erfolg war, dass zwei neue Vertriebskanäle für das Schulprogramm „Ocean Challenge Live!“ entwickelt worden waren. 12 große Zeitungen (darunter Los Angeles Times, San Francisco Chronicle, Boston Globe, The Philadelphia Inquirer, Detroit News, Denver Post usw.) hatten sich bereit erklärt, über ihre Abteilungen für Zeitungen im Bildungsbereich eine 12-teilige Reihe von Beiträgen zu veröffentlichen, die Wilson und Biewenga während der Reise der Great American II auf See geschrieben hatten. Diese Beiträge wurden zu den wöchentlichen Themen im „Ocean Challenge Teacher’s Guide“ geschrieben, damit die Lehrer Live-Inhalte hatten, um die Unterrichtsaktivität zu ergänzen. Die Zeitungen machten das Programm bei Lehrern in ihrer Region bekannt und lieferten dann jede Woche am Tag der Veröffentlichung des Ocean Challenge Live!-Beitrags 30 Zeitungen an die Lehrer, die sich angemeldet hatten. Dies stellte für die Klassenzimmer eine Verbindung zum Abenteuer her.
Zur gleichen Zeit unterstützte das „American Sail Advancement Program“, das ebenfalls die Arbeit von Ocean Challenge Live! sah, Rich Wilson und sein Team bei der Entwicklung eines Programms zur Förderung des Segelns. Im Laufe des nächsten Jahrzehnts wurden viele weitere Programme unter dem neuen Markennamen „sitesALIVE!“ produziert.

### Vendée Globe Teilnahme
Bei seinen beiden Starts bei der Vendée Globe in den Jahren 2008/2009 und 2016/2017 war er jeweils der älteste Teilnehmer im Regattafeld.

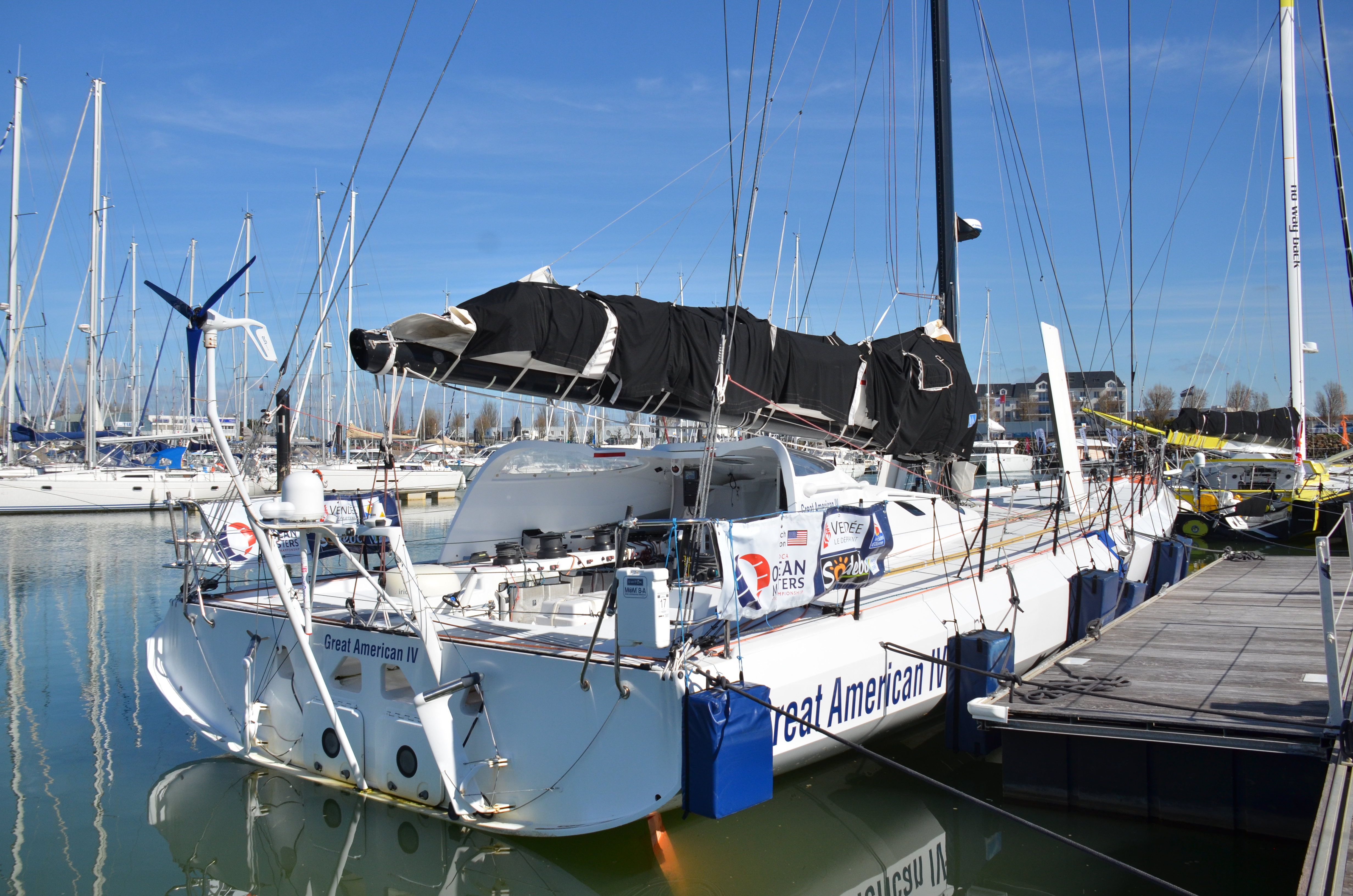
IMOCA 60 Great American IV ex. Mirabaud

Er nimmt an dem letzten Rennen 2016 mit einer Yacht vom Typ IMOCA 60 teil, das dies Rennen bereits zweimal erfolgreich beendet hat, der Great American IV ex Mirabaud.

## Regattaerfolge
- 1980: 1. Gesamtplatz (englisch Overall Winner) beim Bermuda Race mit der Yacht Holger Danske[2]
- 2004: 2. Platz beim Single-Handed Transatlantic Race (OSTAR) Plymouth – Boston
- 2007:
  - 11. Platz beim Transat BtoB (englisch Back to Britanny) (Salvador (Bahia) – La Forêt-Fouesnant) mit der Yacht Great American III ex Solidaires (IMOCA 60) in 21 Tagen 23 Stunden 22 Minuten und 34 Sekunden
  - 16. Platz beim Transat Jacques Vabre gemeinsam mit Mike Birch mit der Yacht Great American III
- 2009: 9. Platz beim Vendée Globe mit der Yacht Great American III in 121 Tagen 41 Minuten und 19 Sekunden
- 2017: 13. Platz beim  Vendée Globe mit der Yacht Great American IV (IMOCA 60) in 107 Tagen 48 Minuten und 18 Sekunden

## Segel-Rekorde
- 2003: Hongkong – New York (13707 Seemeilen) in 72 Tagen, 21 Stunden, 11 Minuten und 37 Sekunden, gemeinsam mit Rich du Moulin auf dem 53-Fuß-Trimaran Great America II ex Dupon Duran II. Alter Rekord in 74 Tage und 14 Stunden mit Sea Witch's aus dem Jahr 1849.
- 2001: New York – Melbourne (15000 Seemeilen) in 68 Tagen, 10 Stunden, 7 Minuten und 52 Sekunden, gemeinsam mit Bill Biewenga aus Newport (Rhode Island), auf dem Trimaran Great America II. Alter Rekord in 69 Tagen und 14 Stunden mit dem US-amerikanischen Goldrausch-Klipper Mandarin im Winter 1855/56.[3][4][5]

- 1993: San Francisco – Boston rund um Kap Hoorn in 69 Tagen und 20 Stunden gemeinsam mit Bill Biewenga auf dem Trimaran Great America II. Sie unterboten den bestehenden Rekord des US-amerikanischen Klippers Northern Light auf dieser Strecke aus dem Jahr 1853.[5]

## Ehrungen
- 1997 „Scientific American’s Young Reader’s Book Award“ für sein Buch Racing a Ghost Ship. Das Buch erzählt die Geschichten der Reisen „Great American“ und „Great American II“ von San Francisco nach Boston.[5]
- 2004 „Blue Water Medal“ des Cruising Club of America (CCA)[6]

## Galerie

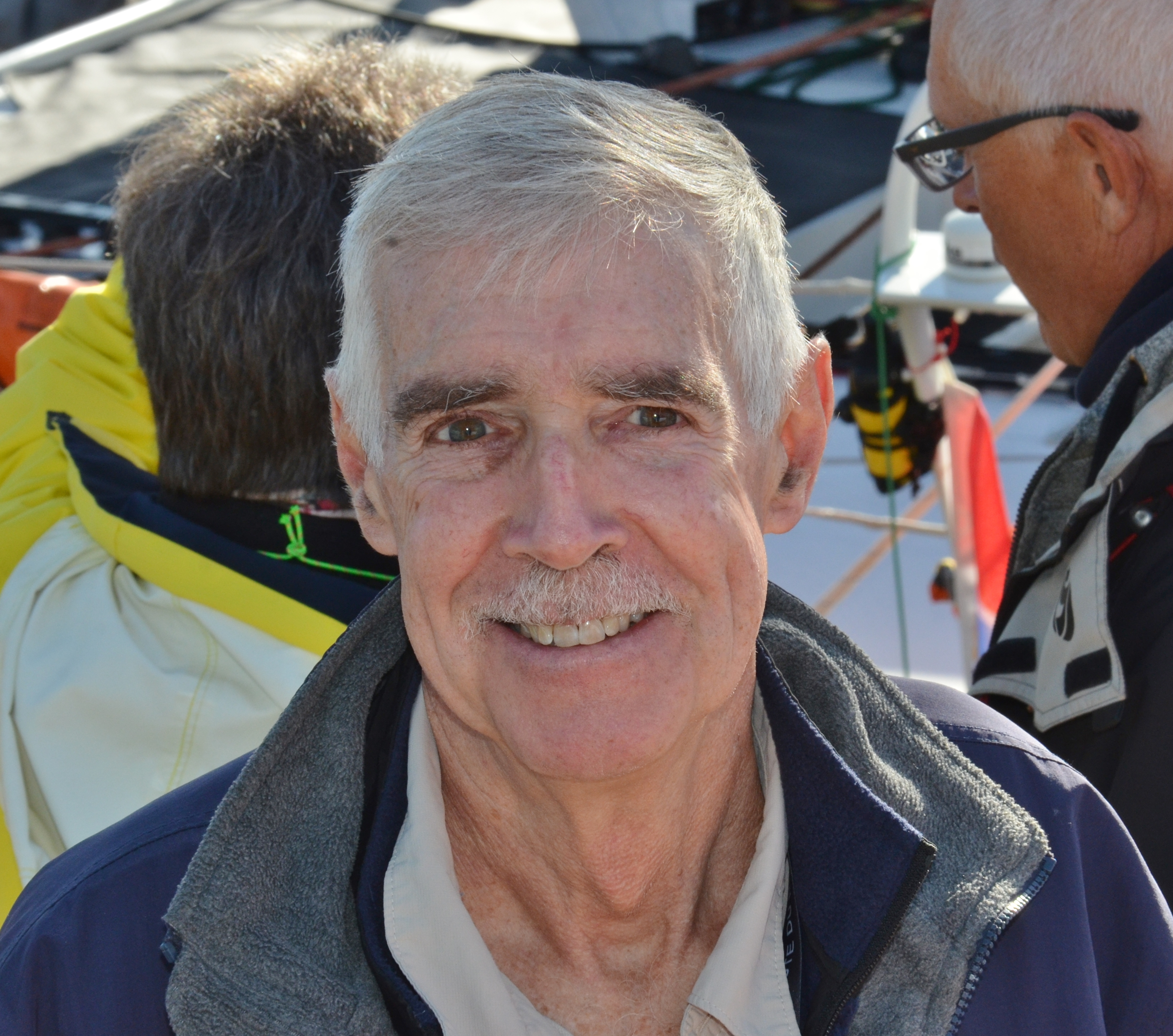
Rich Wilson bei der Route du Rhum, 2018
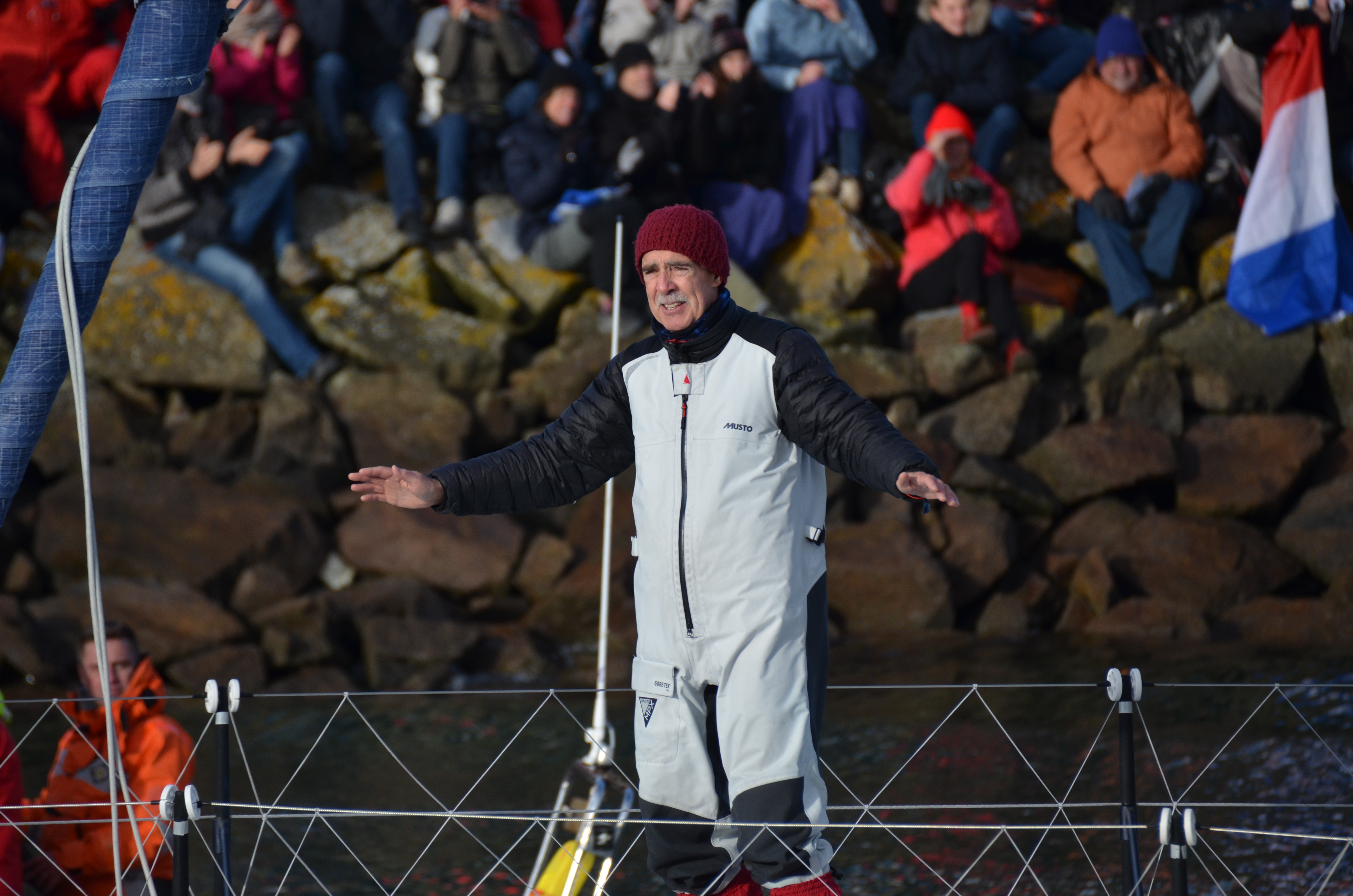
Rich Wilson beim Start zur Globe 2016–2017
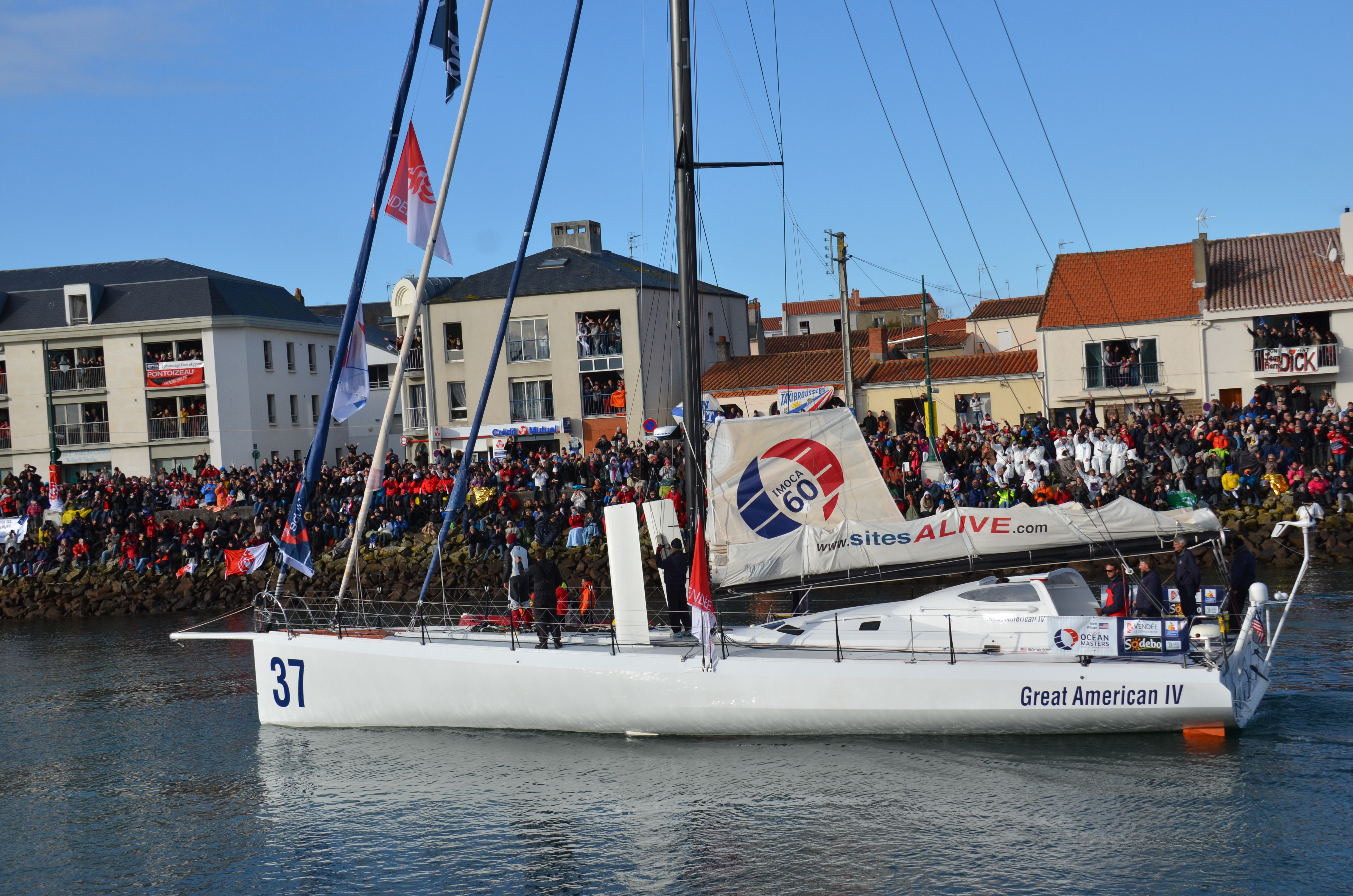
Rich Wilson beim Start zur Vendée Globe 2016–2017 an Bord Great American IV
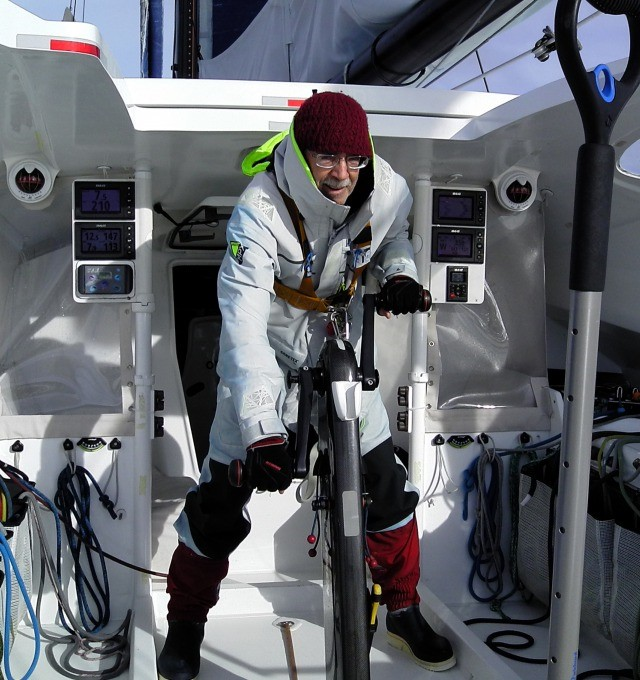
Rich Wilson an Bord Great American IV, Vendée Globe 2016–2017